# Kunnarla
Kunnarla est un quartier de la ville d'Espoo en Finlande.

## Description
Kunnarla compte 278 habitants (31.12.2016).
Ses voisins sont Röylä, Bodom, Högnäs, Karhusuo, Nupuri et Nuuksio.
La Kunnarlantie traverse le quartier du nord au sud.